# Saptapur
 (mars 2022).
Saptapur officiellement Saptapura est un quartier résidentiel et un centre d'affaires dans le sud-ouest de Dharwad .
Il est bordé par Malmaddi à l'est, Srinagar et KUD au sud, Narayanpur au nord et Kalyan Nagar au sud-est,.